# Vuelo 3701 de Pinnacle Airlines
El 14 de octubre de 2004, el vuelo 3701 de Pinnacle Airlines o compartió el código cómo Flagship 3701 se estrelló cerca de Jefferson City, Misuri, Estados Unidos, mientras volaba desde el Aeropuerto Nacional de Little Rock, hacia el Aeropuerto Internacional de Minneapolis-Saint Paul, en Estados Unidos. La aeronave sufrió una entrada en pérdida después de que los motores se apagaran en vuelo. 
El vuelo 3701 fue un vuelo de reposicionamiento sin pasajeros a bordo, ambos pilotos murieron en el accidente. Los investigadores federales determinaron que el accidente se debió al comportamiento poco profesional de los pilotos y al desprecio por el entrenamiento y los procedimientos.

## Aeronave y tripulación

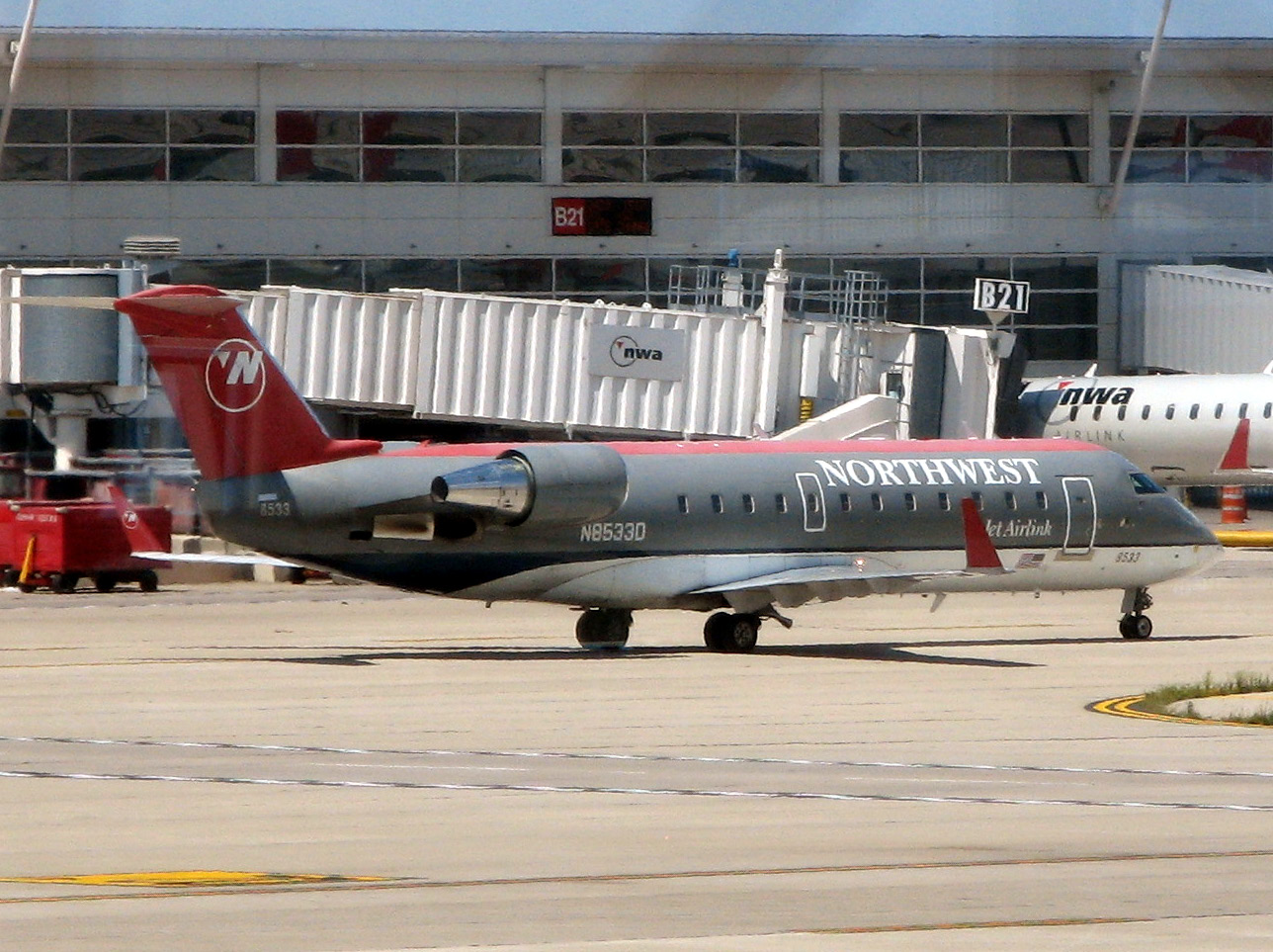
Un CRJ-200 similar al vuelo de Northwest Airlink.

El vuelo 3701 de Pinnacle Airlines, que operaba bajo la bandera de Northwest Airlink, fue un vuelo de reposicionamiento de un Bombardier CRJ200 vacío de 50 asientos (matrícula de aeronave N8396A). El avión fue construido en 2000 y había acumulado 10.168 horas de tiempo de vuelo y completado 9.613 ciclos de vuelo en el momento del accidente.
El 14 de octubre de 2004, se programó que otra tripulación de vuelo de Pinnacle Airlines volara la aeronave del incidente desde el Aeropuerto Nacional de Little Rock hasta el Aeropuerto Internacional de Minneapolis-Saint Paul, pero esta tripulación recibió un mensaje de error y abortó el despegue. Pinnacle Airlines envió equipos de mantenimiento a Little Rock para resolver el problema. El problema fue identificado y solucionado. Debido a que se necesitaba el avión en Minneapolis a la mañana siguiente, el vuelo 3701 se programó durante la noche como un vuelo de reposicionamiento, para mover el avión de Little Rock hacia Minneapolis.
Las únicas personas a bordo del vuelo 3701 eran los dos pilotos, el capitán Jesse Rhodes (31 años) y el primer oficial Peter Cesar (23 años), Cesar se formó en la Academia Gulfstream y Rhodes en la Universidad Aeronáutica Embry-Riddle, ambas en Florida. Ambos pilotos volaron para Gulfstream International Airlines antes de ser contratados por Pinnacle Airlines. Rhodes había registrado un total de 6.900 horas de vuelo, incluidas 973 horas en el CRJ-200, y Cesar tenía 761 horas, 222 de ellas en el Bombardier CRJ-200.

## Accidente
El vuelo 3701 partió de Little Rock a las 21:21 hora de verano central (CDT), El plan de vuelo de Little Rock a Minneapolis indicaba una altitud de crucero planificada de nivel de vuelo (FL) 330, o aproximadamente 33 000 pies (10 000 m). Después de partir de Little Rock, el avión se inclinó bruscamente varias veces durante su ascenso, alcanzando brevemente los 10 000 pies por minuto (51 m/s). 
A las 21:35, el vuelo 3701 solicitó autorización para ascender a 41 000 pies (12 497 m), la altitud operativa máxima de la serie Bombardier CRJ. El control de tráfico aéreo (ATC) otorgó la autorización a las 21:36 y el avión ascendió a su nueva altitud de crucero poco después. A las 21:54, los pilotos comenzaron a tener problemas con el control de su avión. Ambos motores perdieron potencia y el vibrador del avión advirtió a los pilotos de un Stall, Los pilotos declararon una emergencia y descendieron, recuperando temporalmente el control de su aeronave a 34.000 pies (10.000 m). 
Los pilotos intentaron reiniciar los motores, pero no pudieron hacerlo. A las 22:09, el vuelo 3701 solicitó a ATC que los dirigiera al aeropuerto más cercano para un aterrizaje de emergencia, y el controlador de turno los dirigió al aeropuerto Jefferson City Memorial en Jefferson City, Misuri. A las 22:14 los pilotos se dieron cuenta de que no iban a llegar al aeropuerto y empezaron a buscar una carretera o autopista por la que aterrizar. 
Sobre las 22:14 se escuchó en el CVR al capitán indicando que el tren debía estar levantado para evitar casas.Aproximadamente un minuto después, el avión se estrelló contra el suelo en las afueras de Jefferson City. Ambos miembros de la tripulación murieron, pero no se produjeron víctimas en tierra.
Alrededor de las 22:15, el avión se estrelló contra el suelo en las afueras de Jefferson City. Ambos miembros de la tripulación murieron. No hubo víctimas en tierra.

## Investigación
La investigación del accidente se centró principalmente en la información contenida en el registrador de datos de vuelo y el registrador de voz de la cabina. Esta es la versión oficial de los hechos según lo determinado por esa investigación. 
Los investigadores determinaron que los dos pilotos estaban explorando los límites de desempeño del Bombardier CRJ-200 vacío en el vuelo. Los pilotos decidieron probar los límites del CRJ y unirse al "club 410", refiriéndose a los pilotos que llevaron los CRJ a su altitud máxima aprobada de nivel de vuelo 41 000 pies (12 497 m) sobre el nivel del mar. 
La secuencia del accidente comenzó cuando los pilotos realizaron varias maniobras no estándar a 4600 m (15 000 pies), incluido un cabeceo hacia arriba a 2,3 g (23 m/s 2) que indujo una advertencia de entrada en pérdida. Configuraron el piloto automático para ascender a 500 pies/min (150 m/min) a FL410. Esto superó la tasa de ascenso recomendada por el fabricante en altitudes superiores a FL380. En el intento de alcanzar FL410, el avión se elevó a más de 1 a 2 g y el ángulo de ataque se volvió excesivo para mantener la velocidad de ascenso en la atmósfera superior más delgada. Después de alcanzar FL410, el avión navegaba a 150 nudos (170 mph; 280 km/h), velocidad indicada, apenas por encima de la velocidad de pérdida, y había sobrecargado los motores. 
Los dispositivos antibloqueo del avión se activaron mientras estaban en altitud, pero los pilotos hacían que la aeronave repetidamente hiciera que el morro fuera hacia arriba, el piloto automático intenta aumentaría la velocidad para evitar el bloqueo. Después de cuatro anulaciones, ambos motores se apagaron. Luego, el avión se detuvo y los pilotos se recuperaron de la pérdida en FL380 o 38,000 pies (11,582 m) mientras aún no tenían empuje del motor. A esa altitud, seis aeropuertos de desvío estaban al alcance de un aterrizaje forzoso. 
Esto llevó a los pilotos a inclinar el morro hacia abajo en un intento de reiniciar los motores, lo que requiere una inmersión lo suficientemente brusca como para alcanzar la velocidad requerida de 300 nudos (350 mph; 560 km / h) para reiniciar los motores, los motores estaban al 10% de n.º 2, El comandante no tomó las medidas necesarias para garantizar que el copiloto alcanzara la velocidad aerodinámica necesaria o superior requerida para el procedimiento de reinicio del motor del aerogenerador y luego no demostró autoridad de mando al tomar el control del avión y acelerarlo al menos a esa velocidad. 
La tripulación terminó el descenso cuando habían alcanzado los 230 nudos (260 mph; 430 km / h) de velocidad indicada, pero ninguno de los núcleos del motor n.º 2 indicó ninguna rotación durante todo el descenso. Dado que eran demasiado altos para el arranque de una unidad de potencia auxiliar (APU), se desplegó la turbina de aire (conocida como "generador accionado por aire" en los productos Bombardier) para proporcionar energía eléctrica a la aeronave, y la tripulación se puso máscaras de oxígeno. A medida que la cabina se despresurizaba lentamente debido a la pérdida de aire de presurización de los motores. 
La tripulación planeó durante varios minutos y luego trató de reiniciar los motores usando la APU a 4000 m (13 000 pies). Esto nuevamente no tuvo éxito. Luego declararon a ATC que tenían un solo motor apagado. En este punto, tenían a su disposición cuatro aeropuertos de desvío. Perdieron una altitud considerable mientras continuaban sin éxito intentando reiniciar tanto el motor izquierdo (dos veces) como el motor derecho (dos veces) durante más de 14 minutos, utilizando el procedimiento de reinicio de emergencia. A pesar de sus cuatro intentos de reinicio del motor asistido por APU auxiliar, los pilotos no pudieron reiniciar los motores porque sus núcleos se habían bloqueado. Sin la rotación del núcleo, la recuperación de la falla del motor doble no fue posible. En ese momento, los pilotos finalmente declararon a ATC que, de hecho, habían perdido ambos motores.

## Informe de investigación
La NTSB también determinó a partir de la información del registrador de datos de vuelo que la turbina del motor 2 del motor turboventilador (General Electric CF34 -3B1) estaba operando a 300 °C (540 °F) por encima de la temperatura máxima de 900 °C (1650 °F) en la línea roja. 41.000 pies (12.497 m). El motor 1 permaneció 100 °C (180 °F) por debajo de la línea roja. 
El 9 de enero de 2007, la Junta Nacional de Seguridad en el Transporte emitió su informe final sobre el vuelo 3701, que concluyó que las causas probables del accidente fueron: 
 La Junta Nacional de Seguridad en el Transporte tiene el reporte final del accidente, los factores que causaron el accidente fueron: 
- Comportamiento poco profesional de los pilotos, desviación de los procedimientos operativos estándar y mala habilidad para el vuelo.

- Los pilotos no se prepararon para un aterrizaje de emergencia de manera oportuna, incluida la comunicación con los controladores de tránsito aéreo inmediatamente después de la emergencia sobre la pérdida de ambos motores y la disponibilidad de los lugares de aterrizaje.

- El inadecuado manejo por parte de los pilotos de la doble lista de verificación de fallo de motor.